# معركة آثوس
معركة آثوس هي معركة بحرية وقعت في 19–22 يونيو 1807م، بين الدولة العثمانية والإمبراطورية الروسية، أنتصرت فيها قوات الإمبراطورية الروسية. وفقدت الدولة العثمانية أسطول بحري قوي ووقعت هدنة مع الإمبراطورية الروسية يوم 12 أغسطس 1807م